# Connecticut Open 2018
Connecticut Open 2018 (також відомий під назвою Connecticut Open 2018 presented by United Technologies за назвою спонсора) — тенісний турнір, що проходив на відкритих кортах з твердим покриттям Cullman-Heyman Tennis Center у Нью-Гейвені (США). Це був 50-й за ліком Connecticut Open. Належав до серії Premier в рамках Туру WTA 2018. Тривав з 19 до 25 серпня 2008. 

## Очки

### Нарахування очок
| Дисципліна       | П   | Ф   | ПФ  | ЧФ  | 1/8 | 1/16 | Q   | Q3  | Q2  | Q1  |
| Одиночний розряд | 470 | 305 | 185 | 100 | 55  | 1    | 25  | 18  | 13  | 1   |
| Парний розряд    | 470 | 305 | 185 | 100 | 1   | Н/Д  | Н/Д | Н/Д | Н/Д | Н/Д |

## Призові гроші
| Дисципліна       | П        | Ф       | ПФ      | ЧФ      | 1/8     | 1/161  | Q3     | Q2     | Q1   |
| Одиночний розряд | $132,740 | $70,880 | $37,850 | $20,350 | $10,915 | $6,925 | $3,110 | $1,650 | $920 |
| Парний розряд*   | $41,520  | $22,180 | $12,120 | $6,165  | $3,350  | Н/Д    | Н/Д    | Н/Д    | Н/Д  |

1Кваліфаєри отримують і призові гроші 1/16 фіналу.

*на пару

## Учасниці основної сітки в одиночному розряді

### Сіяні пари
| Країна     | Гравчиня          | Рейтинг* | Сіяна |
| ---------- | ----------------- | -------- | ----- |
| Румунія    | Сімона Халеп      | 1        | 1     |
| Франція    | Каролін Гарсія    | 5        | 2     |
| Чехія      | Петра Квітова     | 6        | 3     |
| Чехія      | Кароліна Плішкова | 8        | 4     |
| Німеччина  | Юлія Гергес       | 10       | 5     |
| Австралія  | Ешлі Барті        | 16       | 6     |
| Нідерланди | Кікі Бертенс      | 17       | 7     |
| Чехія      | Барбора Стрицова  | 22       | 8     |
| Австралія  | Дарія Гаврилова   | 23       | 9     |

- Рейтинг подано станом на 13 серпня 2018[2]

### Інші учасниці
Нижче подано учасниць, що отримали вайлд-кард на вихід в основну сітку:
- Деніелл Коллінз
- Сімона Халеп
- Кароліна Плішкова
- Коко Вандевей

Учасниці, що потрапили в основну сітку завдяки захищеному рейтингові:
- Тімеа Бачинскі
- Лаура Зігемунд

Нижче наведено гравчинь, які пробились в основну сітку через стадію кваліфікації:
- Ана Богдан
- Заріна Діяс
- Каміла Джорджі
- Моніка Пуїг
- Олександра Соснович
- Даяна Ястремська

Такі тенісистки потрапили в основну сітку як Щасливі лузери:
- Белінда Бенчич
- Полін Пармантьє
- Саманта Стосур

### Відмовились від участі
До початку турніру
- Ешлі Барті → її замінила  Саманта Стосур
- Кікі Бертенс → її замінила  Полін Пармантьє
- Міхаела Бузернеску → її замінила  Ірина-Камелія Бегу
- Сімона Халеп → її замінила  Белінда Бенчич
- Дарія Касаткіна → її замінила  Марія Саккарі

Під час турніру
- Джоанна Конта

### Знялись
- Петра Квітова
- Моніка Пуїг
- Коко Вандевей

## Учасниці основної сітки в парному розряді

### Сіяні пари
| Країна     | Гравчиня                  | Країна   | Гравчиня           | Рейтинг* | Сіяна |
| ---------- | ------------------------- | -------- | ------------------ | -------- | ----- |
| Чехія      | Андреа Сестіні-Главачкова | Чехія    | Барбора Стрицова   | 15       | 1     |
| Нідерланди | Демі Схюрс                | Словенія | Катарина Среботнік | 38       | 2     |
| Нідерланди | Кікі Бертенс              | Швеція   | Юганна Ларссон     | 41       | 3     |
| Румунія    | Ірина-Камелія Бегу        | Румунія  | Моніка Нікулеску   | 57       | 4     |

- Рейтинг подано станом на 13 серпня 2018

### Інші учасниці
Нижче наведено пари, які отримали вайлдкард на участь в основній сітці:
- Дезіре Кравчик /  Сачія Вікері
- Кароліна Плішкова /  Крістина Плішкова

Нижче наведено пари, які отримали місце в основній сітці як заміни:
- Монік Адамчак /  Оксана Калашникова
- Кірстен Фліпкенс /  Алісон ван Ейтванк

### Відмовились від участі
До початку турніру
- Джоанна Конта
- Коко Вандевей

### Знялись
- Демі Схюрс

## Переможниці та фіналістки

### Одиночний розряд
- Арина Соболенко —  Карла Суарес Наварро, 6–1, 6–4

### Парний розряд
- Андреа Сестіні-Главачкова /  Барбора Стрицова —  Сє Шувей /  Лаура Зігемунд, 6–4, 6–7(7–9), [10–4]